# Station Værslev
Station Værslev was een treinstation in Kalundborg, Denemarken.
Het station is geopend op 30 december 1874 en tegenwoordig gesloten. Het werd bediend door treinen van de volgende lijnen:
- Roskilde - Kalundborg
- Slagelse - Værslev
- Hørve - Værslev

31,3: Roskilde · 40,8: Lejre · Kisserup · 49,7: Hvalsø · 54,6: Tølløse · Skimmede · 61,2: Vipperød · 67,1: Holbæk · 75,2: Regstrup · 79,4: Knabstrup · 82,9: Mørkøv · Tornved · 
89,5: Jyderup · 97,2: Svebølle · Viskinge · 102,8: Værslev · Ubberup · 110,6: Kalundborg